# Eretmocerus haldemani
Eretmocerus haldemani är en stekelart som beskrevs av Howard 1908. Eretmocerus haldemani ingår i släktet Eretmocerus och familjen växtlussteklar.
Artens utbredningsområde är:
- Kuba.
- Frankrike.
- Peru.
- Azerbajdzjan.
- Ukraina.

Inga underarter finns listade i Catalogue of Life.